# Automne de Moscou
Automne de Moscou («Моско́вская о́сень», Moskovskaïa ossen) est un festival de musique contemporaine qui se déroule à Moscou tous les ans en octobre-novembre depuis 1979.
Ce festival a été fondé par l'Union des compositeurs de Moscou à l'initiative de Boris Terentiev (1913-1989) pour faire jouer des nouvelles compositions d'auteurs moscovites. Le festival est devenu international en 1994, avec des compositeurs et des interprètes venant non seulement de Russie, mais aussi d'Europe, d'Asie et des États-Unis.
Des créations d'œuvres contemporaines fameuses y ont été interprétées, comme celles de Sofia Goubaïdoulina, Denissov, Alexandra Pakhmoutova, Sviridov, Khatchatourian, Khrennikov, Boris Tchaïkovski, Schnittke, Chtchedrine, Echpaï, etc. On y joue de la musique symphonique, de la musique de chambre, du jazz et de la musique chorale et folklorique. Le festival donne des concerts d'auteurs, des concerts anniversaires et des concerts d'hommage et même des concerts destinés à l'enfance. Les représentations ont lieu dans différents théâtres de Moscou et des tables rondes, des conférences de compositeurs et de musicologues se déroulent dans le cadre du festival. La plupart des concerts (qui sont gratuits) ont lieu à la Maison des Compositeurs de Moscou, dans différentes salles du conservatoire de Moscou,  à la salle de concert de l'Académie russe de musique Gnessine, au grand studio de concert n° 5 du centre de téléradio musical d'État de Russie (Российский государственный музыкальный телерадиоцентр).